# Харингтон, Джон (рыцарь)
Джон Харингтон (англ. John Harrington; примерно 1424 — 30 декабря 1460 года при Уэйкфилде, Йоркшир, Королевство Англия) — английский рыцарь, старший сын и наследник сэра Томаса Харингтона, влиятельного землевладельца из северных графств. Участвовал в Войнах Алой и Белой розы на стороне Йорков. Погиб вместе с отцом в битве при Уэйкфилде. Был женат на Мод Клиффорд, дочери Томаса Клиффорда, 8-го барона де Клиффорда, и Джоан Дакр. В этом браке родились две дочери:
- Элизабет, жена Джона Стэнли[3];
- Анна (примерно 1455—1481), жена Эдуарда Стэнли, 1-го барона Монтигла[1][2][4].

Вдова сэра Джона вступила во второй брак — с сэром Эдмундом Саттоном.